# Aplousobranchia
Aplousobranchia — podrząd żachw z rzędu Enterogona.
Do podrzędu zalicza się następujące rodziny:
- Clavelinidae Forbes and Hanley, 1848
- Didemnidae Giard, 1872
- Polycitoridae Michaelsen, 1904
- Polyclinidae Milne-Edwards, 1841